# Kate Allen (Triathletin)
Katherine Jessie Jean Allen (* 25. April 1970 in Geelong, Australien) ist eine ehemalige australisch-österreichische Triathletin, die ehemals für Österreich startete und zweifache Olympiastarterin (2004, 2008) war. Bei den Olympischen Sommerspielen 2004 in Athen wurde sie Olympiasiegerin. Sie wird in der Bestenliste österreichischer Triathletinnen auf der Ironman-Distanz geführt.

## Werdegang
Katherine „Kate“ Allen wuchs als ursprünglich australische Staatsbürgerin mit ihren Eltern und drei Brüdern auf einer rund 1000 Hektar großen Schaffarm in Teesdale auf, einem kleinen Ort 100 km westlich von Melbourne. Ihre Eltern motivierten sie bereits früh zum Laufen, sie lief nach eigenen Angaben beispielsweise regelmäßig die 3 km bis zur Grundschule. Bereits als Kind nahm sie regelmäßig an Laufwettbewerben teil. Sie gewann mehrere Juniorenmeistertitel und galt als eines der vielversprechendsten Talente Australiens. Im Alter von zehn Jahren verschoben sich Allens Interessen und sie begann zusätzlich mit dem Turnsport.
Mit zwanzig Jahren schloss Allen ihre Ausbildung in Gesundheits- und Krankenpflege an der University of Ballarat ab und unternahm in den folgenden Jahren mehrere Reisen u. a. nach Europa. Bei einer dieser Reisen 1995 mit vier Freundinnen machte Allen auch in Kitzbühel Station, ihr Reisegeld verdiente sie sich dort in einer Bar. Im Kitzbüheler Schwimmbad lernte sie Marcel Diechtler, damals 18-jähriger österreichischer Nachwuchstriathlet, kennen und freundete sich mit ihm an. Im Sommer 1996 überredete Diechtler sie zu ihrem ersten Triathlon in Kirchbichl, wo sie Vierte wurde. Wenige Wochen später begann Allen mit gezieltem Triathlontraining teils in Australien, teils in Österreich. 1999 heirateten Diechtler und Allen. Im Sommer 2000 schaffte Allen mit zehn Rennsiegen den Durchbruch. Den Europacup beendete sie als Sechste, im Jahr darauf als Vierte. 2002 erhielt sie die österreichische Staatsbürgerschaft.

### Ironman-Distanz seit 2002
Im Juli 2002 gelang Kate Allen mit der schnellsten je erreichten Ironman-Debützeit der zweite Rang beim Ironman Austria, wenige Wochen später debütierte sie in Lausanne im Weltcup mit einem dreizehnten Platz. Weitere sieben Wochen später erreichte sie beim Ironman Hawaii Platz sieben. 2003 folgte ihr Sieg beim Ironman Austria mit der schnellsten Ironman-Zeit des Jahres bei den Frauen.

Im Rahmen des Vienna City Triathlons wurde sie 2003 auf der Donauinsel Österreichische Triathlon-Staatsmeisterin über die Kurzdistanz.

### Olympiasiegerin 2004
Das Olympiajahr 2004 begann Allen mit EM-Silber in Valencia. 2004 bei den Olympischen Sommerspielen in Athen wurde sie nach einer einzigartigen Aufholjagd auf der Laufdistanz Olympiasiegerin – nachdem sie nach dem Radfahren noch auf dem 28. Rang gelegen war. Nach ihrem Olympiasieg wurde Kate Allen zu Österreichs Sportlerin des Jahres 2004 gewählt und erhielt das Goldene Ehrenzeichen für Verdienste um die Republik Österreich.
2005 und 2006 wurde sie jeweils Fünfte beim Ironman Hawaii.

### Olympische Sommerspiele 2008
In der Qualifikationsphase für die Olympischen Spiele 2008 hatte Allen beim Weltcup im neuseeländischen New Plymouth gemeinsam mit Mary Beth Ellis einen schweren Sturz. Sie schlug sich drei Zähne aus, das Seitenband im Daumen war gerissen und die Gesichtsverletzungen wurden mit 20 Stichen genäht. Allen führte den Sturz auf eine Kollision mit Lisa Hütthaler zurück – ihrer direkte Konkurrentin um einen Platz im österreichischen Olympiaaufgebot. Sie forderte daraufhin gemäß einem Interview in der Sport-Woche vom ÖTRV, nie wieder gemeinsam mit Hütthaler aufgeboten zu werden. Die Untersuchung des ÖTRV ergab, dass Hütthaler, die zwar selbst nicht stürzte, aber disqualifiziert wurde, kein absichtliches Fehlverhalten nachzuweisen war. Letztlich nominierte der ÖRTV Kate Allen zusammen mit Tania Haiböck und Eva Dollinger für die Olympischen Spiele und Allen erreichte als schnellste Österreicherin in Peking den 14. Rang.
Kate Allen hatte das Ende ihrer sportlichen Karriere zum Saisonende 2009 angekündigt und der Start beim Grand Final der Weltmeisterschafts-Rennserie 2009 am 13. September in Gold Coast (Australien) sollte nach 13 aktiven Jahren im Spitzensport ihr letzter sein.

### Dopingvorwurf 2009
Im Jahr 2009 berichtete das österreichische Magazin Profil, Kate Allen habe bei ihrem Olympiasieg 2004 unerlaubt ein Asthmamedikament eingenommen. Bei einem nach dem Rennen durchgeführten Dopingtest wurden zwar keine verbotenen Substanzen festgestellt, Kate Allen hatte aber gemäß der Anti-Doping-Richtlinien angegeben, ein Asthmamedikament eingenommen zu haben. Sowohl dem ÖRTV wie auch der ITU und dem ÖADC lag die für die Einnahme von Asthmamedikamenten nötige Ausnahmegenehmigung vor, diese wurde aber von den Verbänden nicht an das ÖOC oder das IOK weitergereicht. Das IOC akzeptierte das nachgereichte Attest nicht, weil es die Methode nicht anerkannte, mit welcher Kate Allens Lungenfacharzt Asthma diagnostiziert haben wollte. Nach Intervenieren der Betreuer des österreichischen Olympiateams erhielt Kate Allen dann aber doch die Möglichkeit, den Provokationstest am Tag nach ihrem Sieg nachzuholen.

Dieser Test bestätigte schließlich die Asthmaerkrankung und berechtigte die Athletin zur Einnahme von Asthmamedikamenten. Kate Allen klagte im Sommer 2009 das Magazin Profil wegen einer Urheberrechtsverletzung im Zuge der Berichterstattung um die Ereignisse in Athen. Nach Abgabe einer Unterlassungserklärung und gegen Zahlung einer Geldsumme durch das Magazin einigten sich die Streitparteien schließlich außergerichtlich.
Kate Allen lebt mit ihrem Mann Marcel Diechtler in Innsbruck und im März 2011 wurde ihr Sohn geboren.

## Sportliche Erfolge
| Datum/Jahr    | Rang | Wettbewerb                                     | Austragungsort | Zeit        | Bemerkung |
| ------------- | ---- | ---------------------------------------------- | -------------- | ----------- | --- |
| 13. Sep. 2009 | 37   | ITU World Championship Series 2009             | Gold Coast     | 02:11:18    | Grand Final der Rennserie |
| 25. Juli 2009 | 28   | ITU World Championship Series 2009             | Hamburg        | 02:02:29    | |
| 12. Juli 2009 | 6    | ITU World Championship Series 2009             | Kitzbühel      |             | im Rahmen des Kitzbühel-Triathlons                                                                                           |
| 18. Aug. 2008 | 14   | Olympische Sommerspiele 2008                   | Peking         | 02:02:00,69 | |
| 5. Juni 2008  | 8    | ITU Triathlon World Championships              | Vancouver      |             | Triathlon-Weltmeisterschaft (Kurzdistanz)                                                                                    |
| 10. Mai 2008  | 30   | ETU Triathlon European Championships           | Lissabon       | 02:12:57    | |
| Apr. 2008     | DNF  | ITU Triathlon Worldcup                         | New Plymouth   | –           | schwerer Radsturz |
| 2007          | 2    | ETU Triathlon European Championships           | Kopenhagen     | 02:03:22    | Zweite bei der Europameisterschaft 2007 auf der olympischen Kurzdistanz (1,5 km Schwimmen, 40 km Radfahren und 10 km Laufen) |
| 2007          | 2    | ETU Triathlon European Championships           | Kopenhagen     |             | zweiter Rang in der Mannschaftswertung – zusammen mit Tania Haiböck und Eva Maria Dollinger                                  |
| 2007          | 3    | ITU Triathlon Worldcup                         | Salford        |             | |
| 2006          | 4    | Ironman 70.3 Baja                              | Ensenada       | 04:42:27    | bei der Erstaustragung |
| 25. Aug. 2004 | 1    | Olympische Sommerspiele 2004                   | Athen          | 02:04:43,45 | Kate Allen wird in Griechenland Triathlon-Olympiasiegerin.                                                                   |
| 18. Apr. 2004 | 2    | ETU Triathlon European Championships           | Valencia       | 01:57:33    | Vizeeuropameisterin auf der olympischen Distanz – hinter der Portugiesin Vanessa Fernandes                                   |
| Sep. 2003     | 2    | ITU Triathlon Worldcup                         | Hamburg        |             | Zweite hinter der Deutschen Anja Dittmer                                                                                     |
| 2003          | 1    | ITU Triathlon Worldcup                         | Genf           |             | im B-Rennen |
| 2003          | 4    | ITU Triathlon Worldcup                         | Makuhari       |             | |
| 2003          | 6    | ITU Triathlon Worldcup                         | Geelong        |             | |
| 2003          | 1    | ÖTRV Staatsmeisterschaft Triathlon Kurzdistanz | Wien           |             | Österreichische Staatsmeisterin über die Kurzdistanz auf der Donauinsel im Rahmen des Vienna City Triathlon                  |
| 2. Sep. 2001  | 2    | ETU Triathlon Cup                              | Gérardmer      | 04:17:39    | 2 km Schwimmen, 80 km Radfahren und 20 km Laufen                                                                             |
| 2001          | 1    | Kalterer See Triathlon                         | Kalterer See   |             | Olympische Distanz |
| 2000          | 1    | Kalterer See Triathlon                         | Kalterer See   |             | |
| 1. Aug. 1998  | 4    | Alpen-Triathlon                                | Schliersee     | 02:27:29    | |
| 23. Aug. 1997 | 2    | Trans Vorarlberg Triathlon                     | Bregenz        | 06:51:38    | |

| Datum/Jahr    | Rang | Wettbewerb                      | Austragungsort | Zeit     | Bemerkung |
| ------------- | ---- | ------------------------------- | -------------- | -------- | --- |
| 21. Okt. 2006 | 5    | Ironman Hawaii                  | Hawaii         | 09:30:22 | |
| 15. Okt. 2005 | 5    | Ironman Hawaii                  | Hawaii         | 09:22:08 | |
| 5. Juli 2005  | 1    | Ironman Austria                 | Klagenfurt     | 09:07:03 | Kate Allen gewinnt in Klagenfurt und wird damit auch Österreichische Staatsmeisterin über die Langdistanz.                                                                              |
| 6. Juli 2003  | 1    | Ironman Austria                 | Klagenfurt     | 08:54:01 | Sieg mit Ironman-Jahresweltbestleistung – und damit auch Österreichische Staatsmeisterin über die Langdistanz                                                                           |
| 19. Okt. 2002 | 7    | Ironman Hawaii                  | Hawaii         | 09:38:40 | |
| 7. Juli 2002  | 2    | Ironman Austria                 | Klagenfurt     | 08:58:24 | Kate Allen schaffte mit der schnellsten je erreichten Ironman-Debützeit als erste Österreicherin (zusammen mit Norbert Langbrandtner bei den Herren) den Sprung auf das Ironman-Podest. |
| 2001          | 2    | Triathlon International de Nice | Nizza          | 07:27:00 | Zweite hinter der Französin Sophie Delemer |

| Datum/Jahr  | Rang | Wettbewerb           | Austragungsort | Distanz      | Zeit     | Bemerkung |
| ----------- | ---- | -------------------- | -------------- | ------------ | -------- | --------- |
| 7. Mai 2006 | 1    | Vienna City Marathon | Wien           | Halbmarathon | 01:14:24 |           |

(DNF – Did Not Finish)

## Auszeichnungen
- Goldenes Ehrenzeichen für Verdienste um die Republik Österreich, 2004
- Österreichs Sportlerin des Jahres, 2004